# Gloster Grebe
Pour les articles homonymes, voir Grebe.
Le Gloster Grebe est un avion de chasse britannique de l'entre-deux-guerres. Ce biplan monoplace fut le premier chasseur commandé par la RAF pour assurer le rééquipement de ses escadrilles de première ligne après la Première Guerre mondiale.

## Le Gloster Grouse pour commencer
Cherchant à combiner les avantages du biplan et du monoplan, Henry Phillip Folland imagina une voilure dont le plan supérieur à profil épais aurait une forte portance et le plan inférieur, de taille réduite, un profil moins porteur et un calage plus faible afin de réduire la traînée. Pour tester la formule cette voilure fut montée sur un fuselage de Gloster Sparrowhawk, produisant un biplan monoplace à poste ouvert très compact à structure en bois entoilée entraîné par un moteur rotatif Bentley BR2 entraînant une hélice bipale. 
Immatriculé G-EAYN, le prototype prit l’air en 1923 et servit de base aux chasseurs Gloster des années 1920 et 1930 et tout particulièrement aux Grebe et Gloster Gamecock. En effet les essais confirmant les idées de H.P. Folland, la RAF passa commande de trois prototypes d’un chasseur dérivé. En 1924 le Grebe fut renvoyé en atelier et transformé en biplace d’entraînement de base dans le cadre d’un programme de la RAF visant au remplacement des vieux Avro 504. Équipé d’un moteur Armstrong Siddeley Lynx et rebaptisé Grouse Mk.II (le modèle initial devenant rétroactivement Grouse Mk.I), ce biplace apparut en 1925. La RAF lui préféra une version modernisée de l’Avro 504, l’Avro 504N.
L’unique Avro Grouse II fut acheté en 1926 par la Suède comme avion d’entraînement avancé. Doté du serial ‘62’, il reçut la désignation Ö 3 et fut affecté à l’escadre F 3 de Malmö. Les pilotes suédois appréciaient les performances de l’avion, mais celui-ci n’effectua que 109 heures de vol, aucune commande ne suivant. Il fut radié en 1929.

## Le Gloster Grebe, chasseur du renouveau
Après évaluation du Grouse Mk I la RAF passa commande de trois Nighthawk (en) dotés d’une voilure similaire, spécifiant comme moteur un Armstrong Siddeley Jaguar  en étoile. Équipé d’un Jaguar III de 325 ch, le J6969 fut présenté au Meeting aérien de la RAF à Hendon (en) en juin 1923, rebaptisé Grebe. 129 exemplaires à moteur Jaguar de 400 ch furent commandés par la RAF pour remplacer les Sopwith Snipe datant de la Première Guerre mondiale. Cet appareil se révéla affecté de vibrations de voilure, problème résolu en ajoutant des mâts supplémentaires obliques d’entreplan pour soutenir les éléments externes du plan supérieur. Le Gloster Gamecock est une évolution du Grebe. 

## Production
- Grebe Mk.I : 3 prototypes dérivés du Gloster Grouse, un AS Jaguar III de 325 ch (Serial J6969/6971)[3].
- Grebe Mk.II : 70 exemplaires à moteur Jaguar IV de 400 ch (Serial J7283/7294, J7357/7402, J7406/7417)[3].
- Grebe Mk III : 59 exemplaires à moteur Jaguar IV. (Serial J7519/7538, J7568/J7603, J7784/7786)[3].

## En service
- Royaume-Uni : Dès octobre 1923 une section du No 111 Sqdn de Duxford fut équipé mais la première unité entièrement dotée de Grebe fut en octobre 1924 le No 25 Sqdn de Hawkinge[2]. Au cours du meeting de Hendon le 27 juin 1925 les neuf Grebe du No.25 Sqdn, commandé par le Sqdn Ldr AH Peck, effectuèrent une démonstration de vol groupé très remarquée, la formation étant dirigée par radio soit par le leader soit par le sol (y compris un ordre donné par Sa Majesté le Roi Georges V), les liaisons phonie étant relayées aux spectateurs par la sonorisation du meeting[4]. L’utilisation de la radio était une innovation pour l’époque. À l’exception du No.32 Sqdn, qui fut équipé de Gamecock, les Grebe cédèrent la place à partir de 1928 au Siskin, le No 25 Sqdn étant le dernier à abandonner ses Grebe en juillet 1929. En 1931 pourtant l’A&AEE de Martlesham Heath devait clore le meeting annuel de Hendon par une démonstration de voltige impliquant trois Grebe faisant usage de fumigènes.

Le Gloster Grebe a été utilisé par les unités suivantes de la RAF : No. 19 Sqdn (en) (Duxford), No. 25 Sqdn (en) (Hawkinge), No. 29 Sqdn (en) (Duxford), No. 32 Sqdn (en) (Kenley), No. 56 Sqdn (en) (Biggin Hill) et No. 111 Sqdn (en) (Une section seulement).
- Nouvelle-Zélande : Sir Henry Wigram (en) acheta à la RAF un Grebe (Serial J7381) qu’il offrit à la Nouvelle-Zélande. Devenu NZ-501, cet appareil effectua son premier vol sur l'aérodrome de Sockburn le 2 mars 1928. Deux autres Grebe (J7394 et J7400) furent ensuite achetés par la New Zealand Permanent Air Force. Réformés en 1938 par la RNZAF, les deux derniers Grebe furent utilisés comme cellules d’instruction statique jusqu’en 1943/44.

## Avion de course et chasseur parasite
Quelques exemplaires furent convertis en biplace de sport et de tourisme et participèrent à diverses compétitions britanniques dont la plus prisée de l’époque, la King's Cup Race disputée sur un circuit faisant sensiblement le tour de la Grande-Bretagne. L’épreuve 1928 vit la participation du Flt. Lt Atcherley, qui remporta un trophée offert par le Glasgow Evening Times (en) mais se classa 19e sur 23 concurrents en raison d’un fort handicap dû à la puissance de son moteur. L’édition suivante, disputée les 5 et 6 juillet 1929, vit la participation de deux Grebe. Elle fut remportée par Atcherley à la moyenne de 242 km/h à bord du J7520 (numéro de course 39), E.H. Fielden sur le J7519 (numéro de course 40) se classant 7e sur 22 concurrents à l’arrivée.  
En 1926 les J7400 et J7385 subirent quelques modifications pour pouvoir être attachés sous la quille du dirigeable R33, à bord duquel fut installé un groupe de démarrage à gaz pour lancer le moteur des monoplaces. Le 21 octobre 1926 le R33 décolla de Pulham (Norfolk) avec les deux Grebe suspendus sous son enveloppe. À bord de ces chasseurs parasites avaient pris place les Flt. Lt R.L.Ragg et C. McKenzie-Richards, tous deux pilotes d’essais au Royal Aircraft Establishment de Farnborough. Arrivé à environ 760 m d’altitude le dirigeable largua le biplan de McKenzie-Richards, situé le plus en arrière, qui regagna Pulham sans difficulté. Le second chasseur eut quelques problèmes pour lancer son moteur mais fut finalement largué et atterrit sans encombre à Cardington. 
Un Grebe fut également équipé en 1927 de la première hélice à vitesse constante testée en vol et un exemplaire utilisé comme démonstrateur par le constructeur (G-EBHA) reçut un moteur Bristol Jupiter de 455 ch. Il fut radié le 29 juillet 1929 et passé au pilon.

## Sources
1. 1 2 3  Derek N James
2. 1 2 3 4  Owen Thetford
3. 1 2 3  Bruce Robertson
4. ↑  Flight 2 juillet 1925
5. ↑  Flight du 26 juillet 1928
6. ↑  Flight du 11 juillet 1929
7. 1 2  Flight du 28 octobre 1926